# 火车头体育场站
火车头体育场站是郑州地铁6号线的地铁车站，位于中华人民共和国河南省郑州市二七区淮河东路与京广中路交叉口西侧，2024年11月30日投入运营。

## 车站结构
火车头体育场站的主体结构位于淮河东路与京广中路交叉口西侧地下，沿淮河东路呈东西向布置，长度为166.2米，标准段宽度为22.5米。

### 车站楼层
火车头体育场站主体结构为地下三层车站。其中B1层为站厅层，B2层为设备层，B3层为站台层。
| 1F  | 地面     | 所有出入口                                                               |
| B1F | 站厅     | 客服中心、自动售票机、行李检查、闸机、车站控制室、警务室、卫生间、母婴室 |
| B2F | 设备层   | 车站设备                                                                 |
| B3F | █ 6号线  | 往清华附中方向（陇秀公园）                                               |
| B3F | 岛式站台 | 至站厅                                                                   |
| B3F | █ 6号线  | 往贾峪方向（大学中路）                                                   |

### 站厅
火车头体育场站的站厅位于B1层，设有客服中心、自动售票机、安全检查、车站控制室等设施。站厅由闸机和栏杆分隔为付费区和非付费区，站厅两端为非付费区，之间经站厅北侧的通道连接，中部为付费区，内设有自动扶梯、步梯和无障碍电梯连接站台。在站厅近C口通道处设卫生间和母婴室。

### 站台
火车头体育场站的B3层设一座岛式站台。站台有效长度为140米，宽度为13米，呈东西向布置，两个站台面均安装有高站台门，其中北侧站台面由6号线下行（贾峪方向）列车使用，南侧站台面由6号线上行（清华附中方向）列车使用。

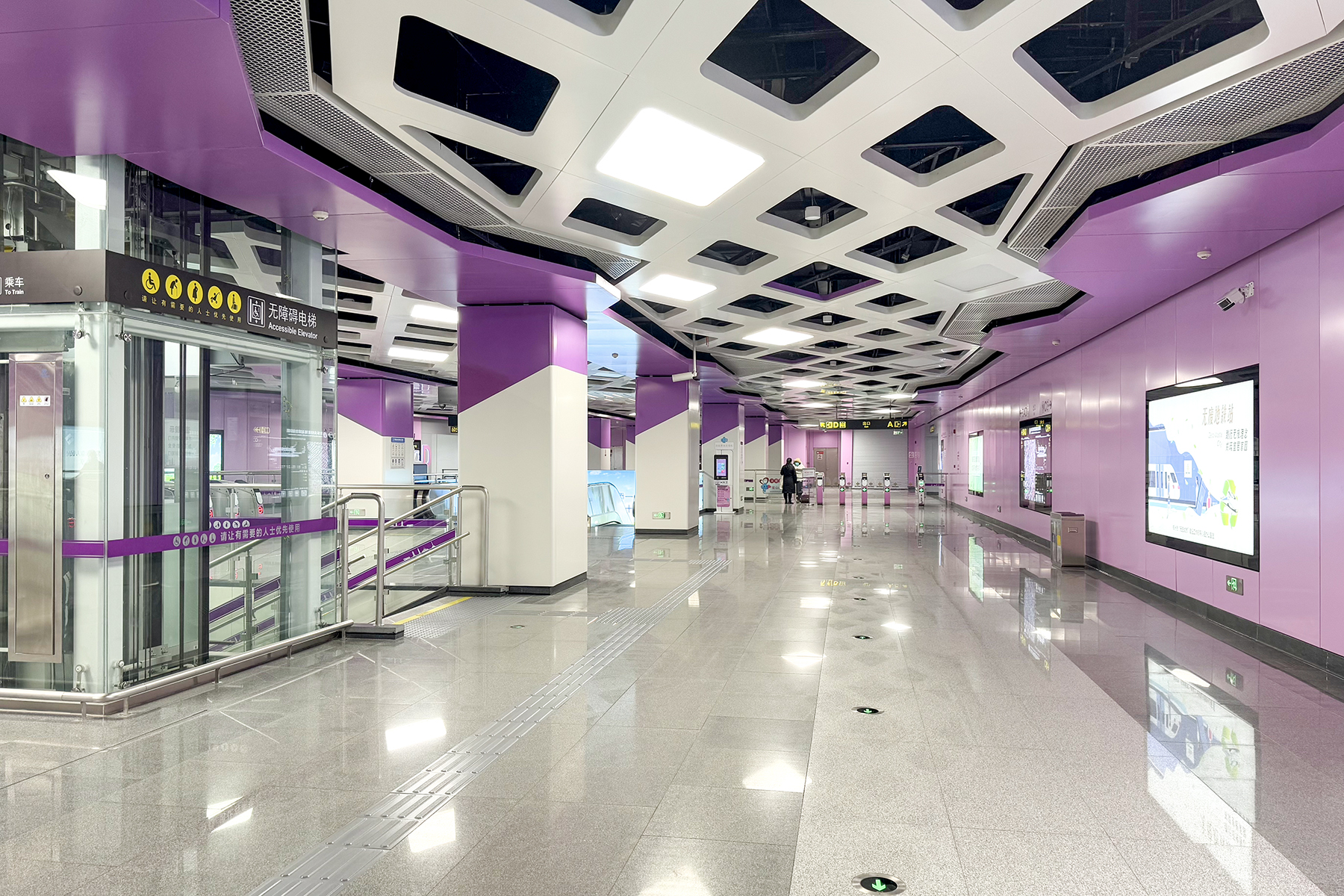
站厅
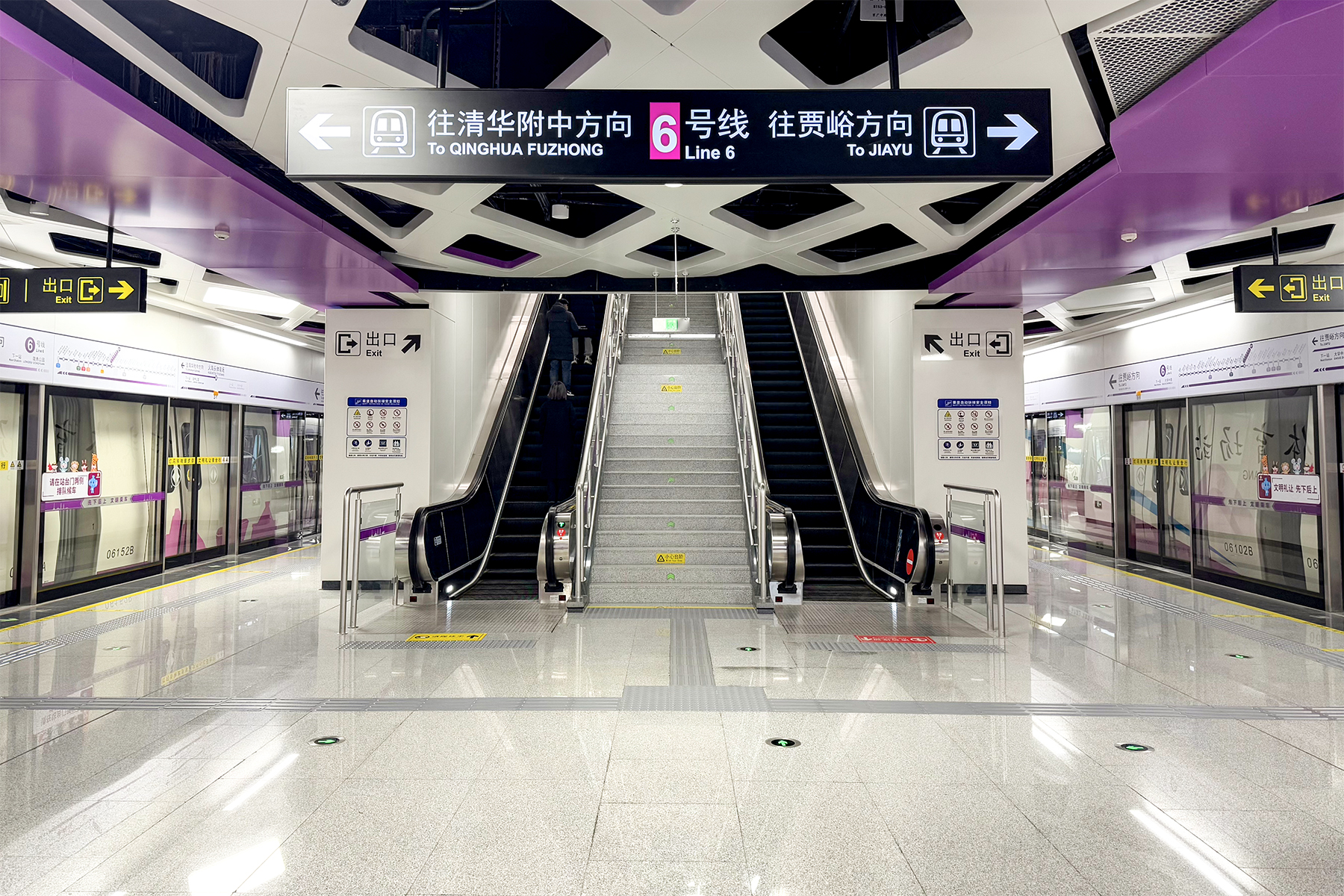
站台

### 出入口
火车头体育场站已开通A、C、D共3个出入口，连接地面与站厅非付费区，其中A口位于淮河东路南侧，C、D口位于淮河东路北侧，D口设有无障碍电梯。该站已开通的各出入口信息如下表。
| 淮河路京广路 | 淮河路京广路 | 淮河路京广路 | 淮河路京广路 | 淮河路京广路 |
| 编号         | 路线         | 路线         | 路线         | 备注         |
| ------------ | ------------ | ------------ | ------------ | ------------ |
| 20           | 尖岗村       | ⇆            | 火车站西广场 |              |
| Y2           | 郑密路公交站 | ⇆            | 火车站北港湾 | 夜间服务     |

| 京广路淮河路 | 京广路淮河路       | 京广路淮河路 | 京广路淮河路 | 京广路淮河路 |
| 编号         | 路线               | 路线         | 路线         | 备注         |
| ------------ | ------------------ | ------------ | ------------ | ------------ |
| G81          | 宇通路公交站       | ⇆            | 紫荆山人民路 |              |
| G126         | 五龙口公交站       | ⇆            | 汽车客运南站 |              |
| 210          | 兴国路公交站       | ⇆            | 花寨公交站   |              |
| 213          | 通站路公交站       | ⇆            | 火车站西广场 |              |
| 551          | 升达大学           | ⇆            | 火车站西广场 |              |
| 553          | 中原工学院龙湖校区 | ⇆            | 火车站南港湾 |              |
| 981          | 火车站西广场       | ⇆            | G107小刘庄   |              |
| B60          | 南四环京广路       | ⇆            | 火车站       | 原53路       |
| Y17          | 佛岗村公交站       | ⇆            | 火车站北港湾 | 夜间服务     |

| 淮河路京广路 | 淮河路京广路 | 淮河路京广路 | 淮河路京广路 | 淮河路京广路 |
| 编号         | 路线         | 路线         | 路线         | 备注         |
| ------------ | ------------ | ------------ | ------------ | ------------ |
| 20           | 尖岗村       | ⇆            | 火车站西广场 |              |
| 210          | 兴国路公交站 | ⇆            | 花寨公交站   |              |
| Y2           | 郑密路公交站 | ⇆            | 火车站北港湾 | 夜间服务     |

## 历史
火车头体育场站在规划施工期间曾称“京广中路站”。2021年10月20日，根据郑州市人民政府通告，该站名称确定为现名。火车头体育场站由中铁上海工程局城建分公司承建，于2021年12月25日主体结构封顶，2024年7月11日通过验收，并于2024年11月30日随6号线一期东北段的开通而启用。